# オオイトカケ
オオイトカケ（英:Precious Wentletrap　Epitonium scalare）とは、腹足綱に属するイトカケガイ科の巻貝である。
和名オオイトカケは武蔵石寿の1843年の著書に既にその名が記載されている。イトカケの名前は縦肋がまるで貝が糸を掛けられているように見えるところから由来している。

## 形態
殻長60mm。殻は艶のある白色で、縦肋が大きく発達して各螺層が揃っているのが特徴である。臍孔は深くなっている。 

## 棲息域
千葉県以南、沖縄、台湾、中国、ベトナム、フィリピン、インド・西太平洋及びオーストラリアの20-50メートルの細砂底。